# Соя кабуль
Соя кабу́ль, соя-кабуль, соя кабул, кабуль-соя, соя «Кабуль», соус «кобул» — соус из ферментированных соевых бобов, находивший широкое применение в русской кухне конца XIX — начала XX века (использовался при приготовлении соусов марешаль, тартар и горячий провансаль, бефстроганова, мозгов под соусом пикан, сотэ из дичи, штуфата с макаронами, клопсов по-английски, зраз по-польски, лангета, заливного из рыбы и др.). Кроме того, входил в состав дореволюционных рецептов салата оливье.

## История
До революции 1917 года в кулинарии и домоводстве под термином «соя» понималось не столько растение соя как таковое, сколько целая группа пряных приправ и подлив. Термин происходил, по-видимому, от искаженного слова «соус». В литературе публиковались рецепты сои грибной (из белых грибов и из шампиньонов), рыбной, анчоусной, устричной, раковой, кайенской, из пикулей, яблочной и других. Однако под термином «соя кабуль» понималась приправа, изготовленная именно из бобов сои.
Название «соя кабуль» происходит от города Кабула. Рецепт соуса был заимствован из афганской кухни англичанами во времена Первой англо-афганской войны 1838—1842 годов и вскоре распространился в России. Самое раннее упоминания соуса в литературе приводится в еженедельной газете «The Examiner» за 1843 год:

КАБУЛЬСКИЙ СОУС. — Этот новый и пикантный военный соус является превосходным и приятным дополнением к горячему или холодному мясу, дичи, птице и рыбе. Небольшое количество соуса улучшит вкус матлота, рагу-сиве из дичи, рубленой телячьей головы, телячьей головы в виде черепахи с приправами и соусом, супа из потрохов, чиполаты, каплуна а-ля Годар, рыбы а-ля Шамбор и соуса а-ля мариньер. Он состоит из возбуждающих аппетит ингредиентов, добытых из различных трав и кореньев с горного перевала Хурд-Кабул.
Как сообщают хозяева Ратуши в Калькутте, соус изготавливается Х. У. Брэндом — поваром покойного Его Величества Георга IV, автором книг «Современный повар» и «Способы сохранения свежести продуктов» и продается по адресу: дом 11, улица Литтл-Стэнхоуп, Мейфэр.
Оригинальный текст (англ.)CABUL SAUCE. — This new and piquant Military Sauce is an excellent and an agreeable relish with hot or cold Meats, Game, Poultry, and Fish. A small quantity is an improvement in Matelottes, Civets, hashed Calf’s Head, Mock Turtle, Giblet Soup, Chepolata, Godard, Chambord, and Sauce a la Mariniere. It is composed of choice invigorating stimulants, extracted from a variety of Khoord Cabul Culinary Herbs and Roots.

Manufactured, as communicated by the Proprietors of the Town hall, Calcutta, by H. W. Brand, of his late Majesty George the Fourth’s Kitchen, Author of the «Complete Modern Cook,» and the «Process for Preserving Fresh Provisions.» No 11 Little Stanhope street, Mayfair.

В сочинении «Лекции господина Пуфа, доктора энциклопедии и других наук о кухонном искусстве» В. Ф. Одоевский приводил следующие сведения:

<…> Прежде весьма редкие, английские сои ныне сделались весьма обыкновенными; по крайней мере, в Петербурге их можно найти почти в каждой овощной лавке, ценою за бутылочку около рубля серебром и менее, если они не последнего привоза.
Каждая из сих сой имеет особое назначение. До сих пор их ставят на стол вместе с уксусом и горчицею <…>.
Большая часть этих сой, но не все, состоят из обыкновенной шампиньонной сои, с прибавлением разных индийских пряностей; делать такие сои дома станет дороже, нежели купить готовые, и к тому же их приготовление нелегко и состав многих держится в секрете.
<…> Мы сели за стол; <…> в середине красовался <…> целый ряд английских сой: кабул, гонг-конг, корач, устричная, раковая, шампиньонная, кайенская, анчоусная, ragoutante и проч.
Гонг-конг и кабул <…> [с]амые крепкие и душистые из всех сой; они весьма походят друг на друга и дороже всех других сой, но зато их можно употреблять каплями; например, на соус из ложки муки, описанный выше, в статье о Гарвеевом соусе, достаточно положить чайную ложку гонг-конга или кабула; чайную же ложку на миску ракового супа для десяти человек. Сверх того, гонг-конг и кабул можно употреблять вместо горчицы.

В 1855 году Игнатий Радецкий, бывший метрдотель двора Е. И. В. герцога Максимиллиана Лейхтенбергского, писал: «Соя, или соус заграничный, привозится из Лондона под наименованиями: <…> Могуль, соус для рыбы, Кабульский, Брайтон, Воршестерский, соус высшего круга, Гонг-конг <…>; цена оным почти одинаковая, то есть от 60 к[опеек] до 1 р[убля] за флакон».
В 1894 году в периодике сообщалось: «все, что приготовляется в России под названием „кобул“, не есть настоящий соус „кобул“, приготовляемый в Лондоне фирмой Crosse & Blackwell. Способ приготовления настоящего „кобул“ составляет секрет фирмы».
К. К. Мороховцев в книге «Полный подарок молодым хозяйкам» 1905 года писал:

Эта соя одна из самых любимых и самых общеупотребительных. Самая лучшая это соя кабуль та, которая привозится к вам из Лондона, приготовляемая фирмою «Бэтти», но так как по цене очень высока, и способ приготовления её держится в секрете, то многие русские предприниматели стараются подражать приготовлению английскому, и известные московские фирмы Эйнем и Абрикосовы выпускают сою эту весьма хорошего качества, но все же далеко уступающую качеством английской.
Отварить 2 фунта бобов «соя» в мягкой воде без соли и когда бобы эти сделаются совершенно мягкими, то протереть их чрез решето, посолить, прибавить 2 зол. настоя кайэнского перца, 1/2 фун. бульона в плитках и уксуса эстрагонного, чтобы вышло в роде жидкой горчицы. Уксус для этой цели обыкновенно берут французский под фирмой «Maill». Можно прибавить немного сахару.

П. Ф. Симоненко в книге «Образцовая кухня и практическая школа домашнего хозяйства» в 1906 годах описывал состав соуса так (аналогично в 1892 году):

Отварив 2 ф[унта] бобов красной сои в мягкой воде без соли с прибавл[ением] 1 зол[отника] двууглекислой соды, пока сделаются мягкими, протирают чрез редкое решето, солят, прибавляют 2 золот[ника] настойки кайенского перцу или его порошка, 1/2 ф[унта] бульона плитками, уксусной кислоты <…>, чтобы вышло в роде жидкой горчицы.

Таким образом, соя кабуль промышленного изготовления производилась и импортировалась в Россию тремя британскими компаниями:
- «Crosse & Blackwell»[d] (в английской периодике сообщалось, что «Cabul» и «Mogul» являются зарегистрированными торговыми марками соусов этой фирмы под № 54952 и 55319, соответственно[25]);
- «Batty & Co»[e] (в английской периодике сообщалось, что «Cabul Sauce» является зарегистрированной торговой маркой фирмы под № 50316 и 50317[27]);
- «John Burgess & Son Ltd»[f].

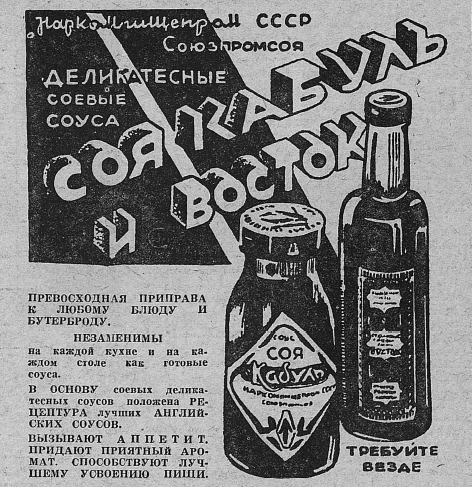
Реклама соусов «соя кабуль» и «соя восток», 1937 год

До революции соус промышленным способом также широко производился и в России — фабрикой Эйнем, фабрикой Абрикосовых, торговым домом Бландовых, фабрикой консервов, сои, пикулей и горчицы акционерного общества П. А. Коркунова. К середине 1920-х годов основное производство Бландовых на Новослободской улице в Москве было национализировано и переименовано в Московский соевый завод № 1, который выпускал соусы соя кабуль и соя восток.
Заводы треста «Союзпромсоя» Наркомпищепрома СССР (Московский соевый завод, Одесский соевый завод и др.) во второй половине 1920-х — первой половине 1930-х годов, согласно рекламным плакатам, производили соус «по рецептам лучших английских соусов»; во второй половине 1930-х годов, после визита наркома пищевой промышленности Анастаса Микояна в США (с целью ознакомления с технологиями и оборудованием промышленного изготовления продуктов питания), — в рекламе появилась информация, что «соуса <…> изготавливаются по лучшей американской рецептуре, специально проверенной Научно-исследовательским институтом соевой промышленности Наркомпищепрома СССР».
В первом издании «Книге о вкусной и здоровой пище» 1939 года издания указывалось:

<…> У нас в продажу выпускаются два сорта соевых соусов: «соя-кабуль» и «соя-восток».
Основой, на которой готовятся эти соусы, является натуральный соевый соус. К нему обычно прибавляют изюм, чернослив, груши, фруктовые соки, чеснок, специи (корицу, гвоздику, кардамон), вино, уксус и другие продукты. Все это варят, протирают через мелкие сита и разливают в специальную посуду.

Ко второй половине XX века соус был забыт, и его точный состав стал предметом споров. В литературе 1950-х годов стало сообщаться о соусах, сходных по составу, но не идентичных сое кабуль: «<…> В продажу поступают два вида соевого соуса — соус «Южный» и соус «Восток». В состав их, кроме сои, входят томат-паста, яблочный соус, сахар, соль, масло растительное, чеснок, лук репчатый, изюм, горчицы, уксус, пере, мускатный орех, лавровый лист, вино мадера, корица, гвоздика, кардамон и др..
В книге «Рассказы о тайнах домашней кухни» 1993 года указывалось:

Долгое время территориальная разобщенность мешала культурному обмену между Востоком и Западом. Лишь после путешествий Марко Поло познакомились европейцы с этими странами. <…> Позднее познакомились европейцы со странными соусами, приготовленными на основе морских водорослей и соевого гидролизата. Давно жители Восточной Азии научились делать эти гидролизаты и они стали важнейшей вкусовой приправой. <…>
В соевый гидролизат добавляют различные приправы, пряности и получают очень острые и пикантные соусы. У нас такой соус выпускается пищевой промышленностью под названием «Южный». Раньше все эти соусы называли «Соя кабуль».

## В популярной культуре
Соус упоминается в художественных произведениях конца XIX — середины XX века:
- «Как-то раз в Алеппо» Владимира Набоков;
- «Дядя Ваня» и «Записные книжки» Антона Чехова;
- «Сага о Форсайтах» Джона Голсуорси;
- «Эра милосердия» братьев Вайнеров;
- стихотворении Евгения Евтушенко 1956 года «В магазине»:

О бидонов их бряцанье,

звон бутылок и кастрюль!

Пахнет луком, огурцами,

пахнет соусом «Кабуль».

### Комментарии
1. ↑  Хендерсон Уильям Брэнд (1805—1893) — личный повар короля Георга IV с 1824 по 1831 год. В эти годы изобрел свое самое известное блюдо — соус, который впоследствии стал известен как A1. В 1835 году основал фирму «Brand & Co» и открыл в Лондоне свой магазин по продаже кулинарных эссенций. В дальнейшем расширил деятельность до производства и импорта консервов, свежих и соленых продуктов, сухого молока, экстракта мясного бульона и пр. В 1834 году издал книгу «The Complete Modern Cook» («Современный повар»). К концу 1840-х годов фирма разорилась и была выкуплена другими людьми. Служил поваром и менеджером кухни на Всемирной выставке 1862 года в Лондоне. В 1867 году служил менеджером отеля «Jersey Imperial Hotel». С начала 1870-х годов вновь занялся бизнесом, открыв фирму «H. W. Brand & Co» по продаже продуктов питания[15].
2. ↑  Полностью при жизни автора издано не было; в 1844—1845 годах в «Литературной газете» выходили отдельные выпуски.
3. ↑  Вероятно, вымышленный автор, чьи книги контрафактно использовали рецепты Е. И. Молоховец и схожее с её имя автора, вводя читателей в заблуждение[19].
4. ↑  Компания была основана в 1706 году под названием «Jackson» в Лондоне с целью производства солений, соусов и приправ. В 1830 году её выкупили Эдмунд Кросс и Томас Блэквелл. В 1960 году компанию приобрела корпорация Nestlé. В 2002 году право собственности на бренд было перепродано фирмам «The J.M. Smucker Company», «Princes Group» и «Tiger Brands»[22][23][24].
5. ↑  Компания была основана Джорджем Бэтти (1800—1874) и его женой в Лондоне в 1824 году и располагалась на улице Финсбери-Пейвент. В 1905 году куплена компанией H. J. Heinz Co, когда та вышла на британский рынок[26].
6. ↑  Компания была основана Джоном Берджессом (1750—1820) в Лондоне в 1774 году для продажи дорогих импортных продуктов питания, включая анчоусы, ветчину, оливковое масло, трюфели и оливки. В 1800 году в дело вошел его единственный сын — Уильям Роберт Берджесс (1778—1853). В 1874 году бизнес был продан семье Брукс. В 1954 году компания поглощена производителем ароматизаторов и эссенций «Rayner & Co». В 1971 году последняя была переименована в «Rayner Burgess Ltd» и в дальнейшем вошла в состав корпорации — производителя приправ и соусов «Rayner Food Group». В 2007 году «Rayner Food Group» объявила о ликвидации, а бренд «Burgess» был продан компании «Greencore Group plc»[28][29][30].